# Francisco Salmerón
Francisco Salmerón y Alonso (Torrejón de Ardoz, 28 maggio 1822 – Madrid, 21 novembre 1878) è stato un avvocato e politico spagnolo deputato liberale per la provincia di Almeria, più volte Ministro, fu presidente del Congresso durante la Prima Repubblica spagnola dal 18 luglio al 7 settembre del 1873, presieduta da suo fratello minore Nicolás Salmerón.

## Biografia
Francisco Salmerón y Alonso era figlio di Francisco Salmeron Lopez e di Rosalia Alonso Garcia entrambi di Alhama la Seca in provincia di Almería in Andalusia, dove abitualmente risiedevano. Il padre era un medico che per le sue idee liberali aveva dovuto rifugiarsi temporaneamente a Torrejón de Ardoz in provincia di Madrid, dove nacque Francisco.
Rientrata la famiglia a Alhama la Seca, Francisco ebbe i suoi primi rudimenti di latino e di materie umanistiche in generale dal padre stesso. Frequentò il seminario di Almería e studiò giurisprudenza nel collegio di San Bartolomé y Santiago di Granada. Nel 1842 si trasferisce a Madrid per frequentare il quarto anno della facoltà di Diritto.
Nel 1847 inizia la professione di avvocato penalista e comincia a scrivere articoli su diversi giornali tra i quali La Restauración, La Reforma e La Revista Jurídica dove espone le sue idee liberali in favore del suffragio universale, dell'obbligo scolastico e dell'abolizione della pena di morte.
Durante la rivoluzione del 1848 fu perseguitato politico e infine fu incarcerato nel 1854. Dopo la scarcerazione prese parte attiva agli avvenimenti politici del cosiddetto biennio progressista (1854–1856) ricoprendo incarichi importanti.
Fu eletto deputato per la provincia di Almería alle Cortes costituyentes  nate dalla rivoluzione. Fu un apprezzato oratore, dote che usò in Parlamento per difendere le sue idee progressiste come la libertà di religione e di stampa, cioè per uno Stato laico. Si trovava all'interno del Congresso quando nel luglio 1856 fu bombardato dall'esercito durante il colpo di Stato del generale O'Donnell che pose fine al biennio progressista (1854–1856).
Durante la rivoluzione del 1868 è eletto segretario della Giunta di difesa di Madrid che approverà una dichiarazione di diritti che accoglie tutte le idee progressiste difese da Salmeron. Eletto deputato per Almería nel 1869, fu tra i fautori di Baldomero Espartero. Sotto Amedeo I viene eletto Ministro d'Oltremare in uno dei governi presieduto da Manuel Ruiz Zorrilla.
Fu un convinto sostenitore della Prima repubblica spagnola in cui ancora ricoprì l'incarico di Ministro d'Oltremare dall'11 al 24 febbraio 1873 sotto la prima presidenza di Estanislao Figueras y Moragas. Quando il 18 luglio 1873 viene eletto Presidente della Repubblica, suo fratello minore Nicolás Salmerón, egli viene eletto Presidente del Congresso, incarico che cesserà il 6 settembre 1873 al subentrare il governo di Emilio Castelar. Dopo la caduta della Prima repubblica spagnola, Francisco Salmeron torna alla sua professione di avvocato penalista, che non aveva mai smesso completamente, essendo quella la sua unica fonte di sostentamento.